# Югра-Самотлор
«Югра-Самотлор» — советский и российский мужской волейбольный клуб из Нижневартовска. Основан в 1987 году.

## История
Волейбольная команда «Самотлор» была создана в августе 1987 года. Коллектив возглавил Валентин Ермоленко, а первым успехом его подопечных стала победа в Кубке СССР среди команд Сибири и Дальнего Востока в 1990 году. 1 июля 1991 года в структуре производственного объединения «Нижневартовскнефтегаз» образован хозрасчётный клуб «Самотлор».
В сезоне-1991/92 нижневартовцы стали победителями первой лиги Открытого чемпионата СНГ и заняли 6-е место в первом чемпионате России, который фактически сами организовали, установив призовой фонд в полтора миллиона рублей. По итогам сезона-1992/93 «Самотлор» стал четвёртым в российской высшей лиге, а нападающий нижневартовского клуба Андрей Бедулин дебютировал в национальной сборной страны.
28 ноября 1993 года «Самотлор» одержал победу в первом розыгрыше Кубка России, взяв верх в финальном матче над одинцовской «Искрой» со счётом 3:2. В том же сезоне сибиряки выиграли серебряные награды в дебютном для себя розыгрыше Кубка Европейской конфедерации волейбола и поднялись на третью строчку пьедестала в чемпионате России. В составе команды играли Андрей Бедулин, Андрей Воронков, Игорь Гайдабура, Александр Горбатков, Игорь Коваленко, Игорь Никольченко, Дмитрий Руденко, Алексей Сердитов, Александр Солоид, Борис Степанов, Сергей Щукин.
Под руководством Валентина Ермоленко «Самотлор» в 1995 году во второй раз подряд вышел в финал Кубка CEV, в котором проиграл двум итальянским командам, а через год снова стал бронзовым призёром чемпионата страны. Нападающий «Самотлора» Станислав Динейкин вошёл в состав сборной России для участия на Олимпийских играх в Атланте.
В сезоне-1996/97 после ухода с тренерского поста Валентина Ермоленко и отъезда в турецкий «Зираатбанк» Андрея Бедулина «Самотлор» потерпел неудачу в чемпионате России — заняв предпоследнее место на предварительном этапе в Суперлиге, команда под руководством бывшего помощника Ермоленко Владимира Юдакова завершала сезон в высшей лиге, третье место в которой не позволило ей сыграть в переходном турнире за право вернуться в дивизион сильнейших. С 29 ноября по 1 декабря 1996 года «Самотлор» на домашней арене в Стрежевом успешно провёл групповой турнир Кубка CEV, а в январе 1997-го, уже являясь клубом высшей лиги, в 1/8 финала дважды со счётом 0:3 уступил будущему обладателю Кубка — итальянской «Равенне».
В 1997 году нижневартовскую дружину возглавил олимпийский чемпион Москвы-1980 Александр Савин. В наступившем сезоне «Самотлор» одержал победу в турнире второго по силе дивизиона, суперлиге «Б», и получил путёвку в сильнейший дивизион. Осенью 1998 года команду покинул Станислав Динейкин, но вернулись в состав другие её лидеры — связующий Юрий Короткевич и освоивший в новом сезоне позицию либеро Игорь Гайдабура. В декабре 1998 года в Нижневартовске был открыт Зал международных встреч, ставший новой ареной «Самотлора». По итогам сезона команда заняла 5-е место среди 6 участников чемпионата суперлиги «А».
В элитном дивизионе, преобразованном в 1999 году в Суперлигу, «Самотлор» провёл ещё пять сезонов. В 2001 году Александра Савина на посту главного тренера сменил ранее работавший наставником ДЮСШ и дублирующего состава Эдуард Мерман, а с мая 2002 по декабрь 2003 года югорским коллективом руководил Владимир Кузюткин. В клубе усугублялись финансовые проблемы, которые впервые возникли в 1997 году после передачи его в муниципальную собственность. Перестав претендовать на высокие места, «Самотлор» сосредоточил усилия на развитии собственной детской спортшколы и продолжал открывать для российского волейбола новые имена, среди которых можно отметить победителя юниорских чемпионатов Европы и мира 1999 года Алексея Романко, чемпионов юниорского первенства Европы 2001 года Александра Янутова и Александра Шестака, а также дебютировавшего в Суперлиге в 15-летнем возрасте Евгения Сивожелеза и усилившего в 2003 году состав московского «Динамо» Артёма Ермакова. Для нижневартовской команды, переименованной в том же году в «Югру-Самотлор», чемпионат-2003/04 сложился неудачно. Эдуард Мерман, по ходу сезона вновь приступивший к обязанностям главного тренера, не смог вывести команду из подвала турнирной таблицы и, заняв последнее место, югорчане выбыли в высшую лигу «А».
В трудное для «Самотлора» время на помощь команде пришли её прославленные ветераны. В 2004 году в Нижневартовск вернулись Андрей Воронков и Станислав Горбатюк, а годом позже — Андрей Бедулин. От них передавался бесценный опыт Александру Янутову, Андрею Максимову, Евгению Сивожелезу, Максиму Шульгину, Николаю Леоненко, Александру Платонову, Вадиму Путинцеву. В 2005 году Сивожелез, Максимов и Путинцев в составе молодёжной сборной России стали чемпионами мира. В сезоне-2006/07 под руководством своего бывшего капитана и нового главного тренера Юрия Короткевича нижневартовская команда заняла второе место в высшей лиге «А» и заслужила право снова играть в Суперлиге, однако после двух сезонов, проведённых в элите, руководство клуба ввиду отсутствия приемлемого уровня внебюджетного финансирования, приняло решение вернуться в высшую лигу «А».
Образовавшуюся вакансию в Суперлиге-2009/10 заняла команда «Тюмень», которую возглавил Юрий Короткевич. В распоряжении Эдуарда Мермана, в очередной раз вставшего у руля «Югры-Самотлора», из прошлогоднего состава остались только Дмитрий Березин, Сергей Савин и Александр Соколов, но молодая команда смогла сохранить прописку в высшей лиге «А», а со следующего сезона стала одним из лидеров подэлитного дивизиона. С февраля 2011 года «Югру-Самотлор» возглавлял украинский тренер Юрий Мельничук. В 2013 году игрок системы «Самотлора» Николай Чепура в составе юниорской сборной России стал чемпионом Европы и мира, его одноклубник Максим Новгородов выиграл юношеское первенство Европы. Воспитанники клуба Артём Вольвич и Сергей Савин, выступая за студенческую сборную, выиграли турнир Универсиады в Казани.
17 мая 2013 года в Зале международных встреч состоялся Матч звёзд «Самотлора», посвящённый 25-летнему юбилею команды. В праздничном мероприятии приняли участие игроки разных поколений, начинавшие спортивный путь в Нижневартовске и связанные с югорской командой. Сразу четверо из них — Артём Вольвич, Артём Ермаков, Евгений Сивожелез и тренер Андрей Воронков в сентябре того же года стали чемпионами Европы в составе национальной сборной России.
Перед сезоном-2013/14 «Югра-Самотлор» укрепила состав, подписав контракты со связующим Валентином Безруковым, блокирующим Вячеславом Махортовым, доигровщиком Дмитрием Леонтьевым, а в ноябре, перед стартом Кубка Сибири и Дальнего Востока, к команде присоединился Сальвадор Идальго — кубинский доигровщик с немецким паспортом, известный по выступлениям в различных европейских и азиатских клубах. На Кубке Сибири «Югра-Самотлор» серьёзно заявила о своих амбициях, заняв 3-е место и опередив в итоговой классификации трёх представителей Суперлиги. 7 декабря вартовчане вышли на первую строчку турнирной таблицы первенства высшей лиги «А», которую удержали за собой до конца турнира, выдав серию из 15 побед подряд и досрочно завоевав право вернуться в Суперлигу.
Перед новым появлением в элитном дивизионе нижневартовский клуб не отметился громкими приобретениями, а напротив, отпустил в другие команды своих прежних лидеров — Сальвадора Идальго, Валентина Безрукова, Александра Ковалёва, Вячеслава Махортова, Андрея Тупчия и лишь на исходе летней трансферной кампании сумел усилиться опытными игроками — связующим Сергеем Шульгой и диагональным Сергеем Тютлиным. Сезон-2014/15 команда начала с девяти поражений подряд, но с наступлением календарного 2015 года набивший шишек и поднабравшийся опыта «Самотлор» расцвёл, выиграв 8 из 11 оставшихся матчей регулярного чемпионата. Неудачи на старте не позволили подопечным Юрия Мельничука претендовать на попадание в плей-офф, но хороший очковый запас помог без особых волнений решить задачу по сохранению прописки в Суперлиге. Одним из открытий чемпионата стал доигровщик Антон Карпухов, ещё в прошлом сезоне выступавший в высшей лиге «Б» за смоленский СГАФК-«Феникс». Он вошёл в десятку самых результативных игроков чемпионата после предварительного этапа и стал первым по количеству набранных очков в матчах плей-аут.
До начала сезона-2015/16 ряд ведущих игроков нижневартовской команды перешли в более амбициозные клубы: блокирующий Алексей Сафонов выбрал для продолжения карьеры «Газпром-Югру», Антон Карпухов — «Кузбасс», а Сергей Тютлин — «Урал». Наиболее заметным приобретением «Югры-Самотлора» стал опытный диагональный Михаил Бекетов. В чемпионате России сибиряки повторили прошлогодний результат, заняв 10-е место, а по его окончании либеро Валентин Кротков получил вызов в национальную сборную. Сезон также был ознаменован победами фарм-команды «Университет» в чемпионате и Кубке Молодёжной лиги.
В условиях незавидного финансового положения и проблем с комплектованием борьба за сохранение прописки в Суперлиге оставалась главной задачей «Югры-Самотлора» и в дальнейшем. В сезоне-2017/18 решить её не удалось: с учётом переходного турнира команда одержала только 2 победы в 35 проведённых матчах и, заняв последнее место, выбыла в высшую лигу «А». По ходу чемпионата нижневартовский клуб покинули несколько ключевых игроков, а в апреле 2018 года ушёл в отставку главный тренер Юрий Мельничук.
В октябре 2018 года Президиум Всероссийской федерации волейбола принял решение о сохранении прописки команды «Югра-Самотлор» в Суперлиге. В элитном дивизионе она заняла место победителя высшей лиги «А», команды «Локомотив-Изумруд» из Екатеринбурга, испытывающей серьёзные проблемы с финансированием. В сезоне-2020/21 «Самотлор» под руководством Валерия Пясковского добрался до плей-офф, где в борьбе за выход в «Финал шести» чемпионата России уступил петербургскому «Зениту», ведя в ответном матче со счётом 2:0 по партиям. Несмотря на потерю почти всех лидеров, перешедших в более состоятельные клубы, следующий сезон сложился для вартовчан не менее успешно — впервые с 2003 года команда попала в восьмёрку сильнейших. Заметные роли в ней играли молодые воспитанники новосибирского «Локомотива» — связующий Максим Крескин и диагональный Максим Сапожков, прошлый сезон на правах аренды проводившие в болгарской «Монтане», а также доигровщики Максим Шпилёв и Руслан Галимов, блокирующие Юрий Цепков и Максим Шкредов из Белоруссии. Капитаном команды был вернувшийся в Нижневартовск из казанского «Зенита» либеро Валентин Кротков. Больше чем на сезон этот состав также сохранить не удалось, и в чемпионате России-2022/23 команда вновь оказалась в нижней части турнирной таблицы, а через год покинула Суперлигу.

## Результаты выступлений

### Чемпионат России
| Сезон   | Лига                 | Место | И  | В  | П  | С/П    | Главный тренер                     |
| ------- | -------------------- | ----- | -- | -- | -- | ------ | ---------------------------------- |
| 1992    |                      | 6-е   | 6  | 2  | 4  | 10:16  | Валентин Ермоленко                 |
| 1992/93 | Высшая лига (I)      | 4-е   | 29 | 16 | 13 | 64:52  | Валентин Ермоленко                 |
| 1993/94 | Высшая лига (I)      | 3-е   | 26 | 16 | 10 | 61:38  | Валентин Ермоленко                 |
| 1994/95 | Высшая лига (I)      | 6-е   | 26 | 10 | 16 | 41:57  | Валентин Ермоленко                 |
| 1995/96 | Суперлига (I)        | 3-е   | 33 | 19 | 14 | 66:54  | Валентин Ермоленко                 |
| 1996/97 | Суперлига (I)        | 7-е   | 14 | 4  | 10 | 19:35  | Владимир Юдаков                    |
| 1997/98 | Суперлига «Б» (II)   | 1-е   | 35 | 29 | 6  | 94:36  | Александр Савин                    |
| 1998/99 | Суперлига «А» (I)    | 5-е   | 20 | 4  | 16 | 22:53  | Александр Савин                    |
| 1999/00 | Суперлига (I)        | 8-е   | 31 | 18 | 13 | 64:59  | Александр Савин                    |
| 2000/01 | Суперлига (I)        | 7-е   | 42 | 24 | 18 | 87:83  | Александр Савин                    |
| 2001/02 | Суперлига (I)        | 8-е   | 44 | 16 | 28 | 73:95  | Эдуард Мерман                      |
| 2002/03 | Суперлига (I)        | 8-е   | 44 | 15 | 29 | 66:100 | Владимир Кузюткин                  |
| 2003/04 | Суперлига (I)        | 14-е  | 34 | 5  | 29 | 26:92  | Владимир Кузюткин, Эдуард Мерман   |
| 2004/05 | Высшая лига «А» (II) | 3-е   | 44 | 33 | 11 | 105:63 | Эдуард Мерман                      |
| 2005/06 | Высшая лига «А» (II) | 4-е   | 44 | 31 | 13 | 107:57 | Эдуард Мерман                      |
| 2006/07 | Высшая лига «А» (II) | 2-е   | 44 | 31 | 13 | 109:72 | Юрий Короткевич                    |
| 2007/08 | Суперлига (I)        | 10-е  | 22 | 9  | 13 | 33:51  | Юрий Короткевич                    |
| 2008/09 | Суперлига (I)        | 10-е  | 34 | 14 | 20 | 55:74  | Юрий Короткевич                    |
| 2009/10 | Высшая лига «А» (II) | 8-е   | 44 | 18 | 26 | 78:93  | Эдуард Мерман                      |
| 2010/11 | Высшая лига «А» (II) | 5-е   | 44 | 23 | 21 | 88:81  | Эдуард Мерман, Юрий Мельничук      |
| 2011/12 | Высшая лига «А» (II) | 3-е   | 44 | 31 | 13 | 108:63 | Юрий Мельничук                     |
| 2012/13 | Высшая лига «А» (II) | 4-е   | 44 | 30 | 14 | 103:62 | Юрий Мельничук                     |
| 2013/14 | Высшая лига «А» (II) | 1-е   | 44 | 38 | 6  | 118:35 | Юрий Мельничук                     |
| 2014/15 | Суперлига (I)        | 10-е  | 36 | 16 | 20 | 58:73  | Юрий Мельничук                     |
| 2015/16 | Суперлига (I)        | 10-е  | 26 | 9  | 17 | 36:60  | Юрий Мельничук                     |
| 2016/17 | Суперлига (I)        | 11-е  | 26 | 8  | 18 | 39:65  | Юрий Мельничук                     |
| 2017/18 | Суперлига (I)        | 14-е  | 29 | 1  | 28 | 18:86  | Юрий Мельничук                     |
| 2017/18 | Переходный турнир    | 4-е   | 6  | 1  | 5  | 5:15   | Юрий Мельничук, Валерий Пясковский |
| 2018/19 | Суперлига (I)        | 13-е  | 36 | 11 | 25 | 44:88  | Валерий Пясковский                 |
| 2018/19 | Переходный турнир    | 1-е   | 3  | 3  | 0  | 9:2    | Валерий Пясковский                 |
| 2019/20 | Суперлига (I)        | 13-е  | 19 | 5  | 14 | 22:49  | Валерий Пясковский                 |
| 2020/21 | Суперлига (I)        | 9-е   | 28 | 9  | 19 | 43:63  | Валерий Пясковский                 |
| 2021/22 | Суперлига (I)        | 8-е   | 28 | 11 | 17 | 41:64  | Валерий Пясковский                 |
| 2022/23 | Суперлига (I)        | 14-е  | 36 | 9  | 27 | 44:89  | Валерий Пясковский                 |
| 2023/24 | Суперлига (I)        | 16-е  | 36 | 7  | 29 | 36:96  | Валерий Пясковский                 |
| 2024/25 | Высшая лига «А» (II) | 7-е   | 44 | 21 | 23 | 89:86  | Валерий Пясковский                 |

### Еврокубки
| Сезон   | Место                 | И | В | П | С/П   | Главный тренер     |
| ------- | --------------------- | - | - | - | ----- | ------------------ |
| 1993/94 | 2-е место в Кубке CEV | 6 | 4 | 2 | 14:10 | Валентин Ермоленко |
| 1994/95 | 4-е место в Кубке CEV | 6 | 3 | 3 | 12:10 | Валентин Ермоленко |
| 1996/97 | 1/8 финала Кубка CEV  | 5 | 3 | 2 | 9:8   | Владимир Юдаков    |

## Достижения
- Бронзовый призёр чемпионатов России — 1993/94, 1995/96.
- Серебряный призёр Кубка СССР — 1991.
- Обладатель Кубка России — 1993.
- Обладатель Кубка Сибири и Дальнего Востока — 1990, 1993, 1996, 1997, 1999, 2001, 2005.
- Финалист Кубка Европейской конфедерации волейбола — 1993/94, полуфиналист Кубка CEV — 1994/95.

## Сезон-2024/25

### Переходы
- Пришли: связующие Егор Тарасов («Есиль-СК», Казахстан) и Никита Маршавин («Строитель», Белоруссия), диагональный Алексей Красильников («Академия-Казань»), доигровщик Николай Нерозник («Тамбов»), центральный блокирующий Кирилл Ионов («Газпром-Югра»).
- Ушли: связующие Сергей Багрей и Денис Толок (АСК), диагональный Михаил Никкель («Ляонин», Китай), доигровщики Вадим Сыропятов («Магнитка»), Сергей Костров и Никита Аксютин, центральные блокирующие Алексей Землянко и Михаил Кулыгин («Нова»).
- Отзаявлены: центральный блокирующий Сергей Рохин (МГТУ) и Станислав Маслиев («Аккуш», Турция).

### Состав команды
| №                       | Имя                     | Год рождения            | Рост                    |                         |                         |
| Центральные блокирующие | Центральные блокирующие | Центральные блокирующие | Центральные блокирующие | Центральные блокирующие | Центральные блокирующие |
| ----------------------- | ----------------------- | ----------------------- | ----------------------- | ----------------------- | ----------------------- |
| 8                       | Кирилл Ионов            | 2001                    | 207                     |                         |                         |
| 12                      | Станислав Кассель       | 1990                    | 208                     |                         |                         |
| 23                      | Даниил Богачёв          | 2004                    | 207                     |                         |                         |
| 24                      | Андрей Лапиков          | 2005                    | 201                     |                         |                         |
| Связующие               |                         |                         |                         |                         |                         |
| 2                       | Егор Тарасов            | 1995                    | 195                     |                         |                         |
| 18                      | Никита Маршавин         | 2000                    | 194                     |                         |                         |
| Диагональные            |                         |                         |                         |                         |                         |
| 1                       | Артëм Назаренко         | 2003                    | 203                     |                         |                         |
| 4                       | Глеб Радченко           | 1999                    | 203                     |                         |                         |
| 6                       | Алексей Красильников    | 1999                    | 201                     |                         |                         |

| №                                                               | Имя                | Год рождения | Рост        |             |             |
| Доигровщики                                                     | Доигровщики        | Доигровщики  | Доигровщики | Доигровщики | Доигровщики |
| --------------------------------------------------------------- | ------------------ | ------------ | ----------- | ----------- | ----------- |
| 7                                                               | Александр Милицкий | 1998         | 201         |             |             |
| 9                                                               | Анатолий Володин   | 1999         | 194         |             |             |
| 13                                                              | Николай Нерозник   | 1998         | 194         |             |             |
| Либеро                                                          |                    |              |             |             |             |
| 10                                                              | Герман Меллис      | 1994         | 183         |             |             |
| 21                                                              | Данил Давлетшин    | 2000         | 190         |             |             |
| Главный тренер — Валерий Пясковский Тренер — Александр Платонов |                    |              |             |             |             |

## Молодёжная команда
Молодёжная команда СШОР «Самотлор» — участник чемпионатов Молодёжной волейбольной лиги, начиная с сезона-2014/15. Главный тренер — Эдуард Мерман.
Достижения команды:
- чемпион Молодёжной лиги (2015/16), серебряный призёр чемпионата (2014/15, 2017/18),
- обладатель Кубка Молодёжной лиги (2016), бронзовый призёр Кубка (2022).

## Арена
Спортивный комплекс «Самотлор» (вмещает 1000 зрителей).
Адрес: Ханты-Мансийский автономный округ — Югра, Нижневартовск, Омская улица, 1 «А».